# NGC 7040
NGC 7040 ist eine Spiralgalaxie im Sternbild Equuleus. Sie ist rund 281 Millionen Lichtjahre von der Milchstraße entfernt.
NGC 7040 wurde am 18. August 1882 von dem US-amerikanischen Astronomen Mark Walrod Harrington entdeckt.